# Нікопольська агломерація
Нікопольська агломерація — Агломерація з центром у місті Нікополь. Простягається на 70 км вздовж річки Дніпро на березі Каховського моря. Головні чинники створення і існування агломерації: річка Дніпро, перепуття головних транспортних шляхів, близькість центрів гірничої, металургійної і машинобудівної промисловості. Центр розвиненого сільськогосподарського району.
Складається
- з міст: Нікополь, Марганець, Покров.
- з району: Нікопольський
- з інших населених пунктів: село Капулівка, селище Городище та ін. невеликі населенні пункти.

- Чисельність населення — 311,6 тис. осіб.
- Площа — 3 243 км².
- Густота населення — 96,1 осіб/км².